# Als afores d'Ozona
Als afores d'Ozona (títol original:  Outside Ozona ) és una pel·lícula estatunidenca dramàtica del 1998 escrita i dirigida per Joseph S. Cardone. La pel·lícula segueix un grup de desconeguts que escolten la mateixa freqüència radiofònica. Ha estat doblada al català.

## Argument
Malgrat la desaprovació del seu director radiofònic, un disc jockey escull tocar blues en comptes de la seva música regular. Mentre ho fa, diferents oients es connecten: Un pallasso i la seva dona, una jove índia i la seva àvia, i dues germanes. El pallasso ha estat acomiadat del circ on treballava i es dirigeixen a Las Vegas. La jove índia acompanya la seva àvia a veure el mar abans de morir, i les dues germanes van a l'enterrament del seu pare. Cadascun d'ells té diversos problemes personals. Desconegut de tots ells, un assassí en sèrie buscat per la policia es creuarà amb ells a prop de la ciutat d'Ozona (Oklahoma).

## Repartiment
- Robert Forster: Odell Parcs
- Kevin Pollak: Enginy Roy
- Sherilyn Fenn: Marcy Duggan Arròs
- David Paymer: Alan Defaux
- Penelope Ann Miller: Earlene Demers
- Swoosie Kurtz: Rosalee
- Taj Mahal: Dix Mayal
- Carn Loaf: Floyd Bibbs
- Lucy Webb: Agent Ellen Deene
- Lois Ant Vermell: Effie Twosalt
- Kateri Walker: Reba Twosalt